# Aylesbury (circonscription du Parlement britannique)
Pour la ville, voir Aylesbury.
Circonscription parlementaire de la Chambre des communes
La circonscription d'Aylesbury est une circonscription parlementaire britannique située dans le Buckinghamshire. Depuis 2019, elle est représentée à la Chambre des communes du Parlement britannique par Rob Butler, du Parti conservateur.

## Membres du Parlement

### MPs 1553–1659
- Circonscription créée (1553)

La circonscription d'Aylesbury offre un des premiers cas connus de suffrage féminin en Angleterre : en 1572, le seul électeur inscrit, le patron du bourg, étant mineur, c'est sa mère Dorothea Pakington, en tant que dame de la seigneurie (lady of the manor), qui vote à sa place et élit seule les deux parlementaires de la circonscription.
| Année         | Premier membre         | Second membre     |
| ------------- | ---------------------- | ----------------- |
| 1554 (avr)    | Thomas Smith           | Humphrey Moseley  |
| 1554 (nov)    | William Rice           | John Walwyn       |
| 1555          | William Rice           | Anthony Restwold  |
| 1558          | Names lost             | Names lost        |
| 1559          | Arthur Porter          | Thomas Crawley    |
| 1563          | Thomas Sackville       | Thomas Coleshill  |
| 1571          | Thomas Lichfield       | Edmund Dockwra    |
| 1572          | Thomas Lichfield       | George Burden     |
| 1584          | Thomas Tasburgh        | John Smith        |
| 1586          | Thomas Tasburgh        | Thomas Scott      |
| 1589          | Thomas Pigott          | Henry Fleetwood   |
| 1593          | Sir Thomas West        | John Lyly         |
| 1597          | Thomas Tasburgh        | Thomas Smythe     |
| 1601          | John Lyly              | Richard More      |
| 1604          | Sir William Borlase    | Sir William Smith |
| 1614          | Sir John Dormer        | Samuel Backhouse  |
| 1621          | Sir John Dormer        | Henry Borlase     |
| 1624          | Sir John Pakington, Bt | Sir Thomas Crewe  |
| 1625          | Sir Robert Carr        | Sir Thomas Crewe  |
| mai 1625      | Sir Robert Carr        | Sir John Hare     |
| 1626          | Clement Coke           | Arthur Goodwin    |
| 1628          | Clement Coke           | Sir Edmund Verney |
| avril 1640    | Sir John Pakington, Bt | Ralph Verney      |
| 1640          | Thomas Fountaine       | Ralph Verney      |
| novembre 1640 | Sir John Pakington, Bt | Ralph Verney      |
| 1645          | Thomas Scot            | Simon Mayne       |

- Retour d'un membre aux Premier et Second Parlement Protectorats

| Année | Membre        |
| ----- | ------------- |
| 1654  | Henry Philips |
| 1656  | Thomas Scot   |

- Retour deux membres au Troisième Parlement Protectorat

Back to Members of Parliament

### MPs 1659–1885
| Année | Année         | Année                     | Premier membre                  | Premier parti                   | Second membre                   | Second parti                    |
| ----- | ------------- | ------------------------- | ------------------------------- | ------------------------------- | ------------------------------- | ------------------------------- |
|       |               | 1659                      | James Whitelocke                |                                 | Thomas Tyrrill                  |                                 |
|       |               | 1660                      | Sir Thomas Lee, 1er Bt.         |                                 | Sir Richard Ingoldsby           |                                 |
|       |               | 1685                      | Sir William Egerton             |                                 | Richard Anderson                |                                 |
|       |               | 1689                      | Sir Thomas Lee, 2e Bt.          |                                 | Richard Beke                    |                                 |
|       | 1690          | Sir Thomas Lee, 1er Bt    | Sir Thomas Lee, 2e Bt.          |                                 |                                 |                                 |
|       | 1691          | Simon Mayne               | Sir Thomas Lee, 2e Bt.          |                                 |                                 |                                 |
|       | 1695          | James Herbert             | Sir Thomas Lee, 2e Bt.          |                                 |                                 |                                 |
|       | 1699          | James Herbert             | Robert Dormer                   |                                 |                                 |                                 |
|       | 1701          | James Herbert             | Sir Thomas Lee, 2e Bt.          |                                 |                                 |                                 |
|       | juillet 1702  | James Herbert             | Sir John Pakington, 4e Bt.      | Tory                            |                                 |                                 |
|       | décembre 1702 | James Herbert             | Simon Harcourt                  |                                 |                                 |                                 |
|       | 1704          | Sir Henry Parker, 2nd Bt. | Simon Harcourt                  |                                 |                                 |                                 |
|       |               | 1705                      | Sir John Wittewrong, 3e Bt.     |                                 | Simon Mayne                     |                                 |
|       |               | 1710                      | Simon Harcourt                  |                                 | John Essington                  |                                 |
|       |               | janvier 1715              | Nathaniel Meade                 |                                 | John Deacle                     |                                 |
|       | avril 1715    | Trevor Hill               | Nathaniel Meade                 |                                 |                                 |                                 |
|       |               | 1722                      | Richard Abell                   | Whig                            | John Guise                      |                                 |
|       |               | 1727                      | Sir William Stanhope            |                                 | Philip Lloyd                    |                                 |
|       | 1728          | Edward Rudge              |                                 |                                 | Philip Lloyd                    |                                 |
|       | 1730          | Edward Rudge              | Thomas Ingoldsby                |                                 |                                 |                                 |
|       |               | 1734                      | George Champion                 |                                 | Christopher Tower               |                                 |
|       |               | 1741                      | Charles Pilsworth               |                                 | Vicomte Petersham               |                                 |
|       |               | 1747                      | Comte d'Inchiquin               | Whig                            | Edward Willes                   |                                 |
|       |               | 1754                      | Thomas Potter                   |                                 | John Willes                     |                                 |
|       | 1757          | John Wilkes               |                                 |                                 | John Willes                     |                                 |
|       | 1761          | John Wilkes               | Welbore Ellis                   |                                 |                                 |                                 |
|       | 1764          | Anthony Bacon             | Welbore Ellis                   | Whig                            |                                 |                                 |
|       | 1768          | Anthony Bacon             | John Durand                     | Whig                            |                                 |                                 |
|       | 1774          | Anthony Bacon             | John Aubrey                     | Whig                            | Tory                            |                                 |
|       | 1780          | Anthony Bacon             | Thomas Orde                     | Whig                            | Tory                            |                                 |
|       |               | 1784                      | Sir Thomas Hallifax             |                                 | William Wrightson               |                                 |
|       | 1789          | Scrope Bernard            |                                 |                                 | William Wrightson               |                                 |
|       | 1790          | Scrope Bernard            | Gerard Lake                     |                                 |                                 |                                 |
|       |               | 1802                      | James Du Pre                    | Whig                            | Robert Bent                     | Whig                            |
|       | 1804          | William Cavendish         | James Du Pre                    | Whig                            | Whig                            |                                 |
|       |               | 1806                      | George Nugent, 1er Bt.          | Tory                            | George Cavendish                | Whig                            |
|       | 1809          | Thomas Hussey             | George Nugent, 1er Bt.          | Tory                            | Whig                            |                                 |
|       | 1812          | Thomas Hussey             | George Nugent-Grenville         | Whig,                           | Whig                            |                                 |
|       | 1814          | Charles Cavendish         | George Nugent-Grenville         | Whig,                           | Whig,                           |                                 |
|       | 1818          | William Rickford          | George Nugent-Grenville         | Whig,                           | Tory                            |                                 |
|       | 1832          | William Rickford          | Henry Hanmer                    | Tory                            | Tory                            |                                 |
|       |               | William Rickford          | Henry Hanmer                    | 1834                            | Conservative                    | Conservateur                    |
|       | 1837          | William Rickford          | Winthrop Mackworth Praed        | Conservateur                    |                                 | Conservateur                    |
|       | 1839          | William Rickford          | Charles Baillie-Hamilton        | Conservateur                    |                                 | Conservateur                    |
|       | 1841          | Rice Richard Clayton      | Charles Baillie-Hamilton        | Conservateur                    | Conservateur                    |                                 |
|       |               | 1847                      | John Peter Deering              | Conservateur                    | Lord Nugent                     | Whig,                           |
|       | 1848          | Quintin Dick              | Conservateur                    |                                 | Lord Nugent                     | Whig,                           |
|       | 1850          | Quintin Dick              | Conservateur                    | Frederick Calvert               | Whig,                           |                                 |
|       | 1851          | Quintin Dick              | Conservateur                    | Richard Bethell                 | Whig,                           |                                 |
|       | 1852          | Austen Henry Layard       | Radical,                        | Richard Bethell                 | Whig,                           |                                 |
|       | 1857          | Thomas Bernard            | Conservateur                    | Richard Bethell                 | Whig,                           |                                 |
|       | 1859          | Thomas Bernard            | Conservateur                    | Samuel George Smith             | Conservateur                    |                                 |
|       | 1865          | Nathan Rothschild         | Libéral                         | Samuel George Smith             | Conservateur                    |                                 |
|       | 1880          | Nathan Rothschild         | Libéral                         | George W. E. Russell            | Libéral                         |                                 |
|       | 1885          | Ferdinand de Rothschild   | Libéral                         | George W. E. Russell            | Libéral                         |                                 |
|       |               | 1885                      | Borough parlementaire est aboli | Borough parlementaire est aboli | Borough parlementaire est aboli | Borough parlementaire est aboli |

Retour aux Members of Parliament

### MPs 1885–2019
En vertu de la Redistribution of Seats Act 1885, le borough parlementaire d'Aylesbury a été aboli. Le nom a été transféré dans une nouvelle division de comté plus grande du Buckinghamshire, qui a élu un Membre du Parlement (MP).
| Élection | Élection | Membre                  | Membre              | Parti             |
| -------- | -------- | ----------------------- | ------------------- | ----------------- |
|          | 1885     | Ferdinand de Rothschild |                     | Libéral           |
|          | 1886     | Ferdinand de Rothschild | Libéral Unioniste   |                   |
|          | 1899     | Walter Rothschild       |                     | Libéral Unioniste |
|          | 1910     | Lionel de Rothschild    |                     | Libéral Unioniste |
|          | 1912     | Lionel de Rothschild    | Unioniste           |                   |
|          | 1918     | Lionel de Rothschild    | Coalition Unioniste |                   |
|          | 1922     | Lionel de Rothschild    | Unioniste           |                   |
|          | 1923     | Thomas Keens            |                     | Libéral           |
|          | 1924     | Sir Alan Burgoyne       |                     | Unioniste         |
|          | 1929     | Michael Beaumont        |                     | Conservateur      |
|          | 1938     | Sir Stanley Reed        |                     | Conservateur      |
|          | 1950     | Spencer Summers         |                     | Conservateur      |
|          | 1970     | Timothy Raison          |                     | Conservateur      |
|          | 1992     | Sir David Lidington     |                     | Conservateur      |
|          | 2019     | Rob Butler              |                     | Conservateur      |

Retour aux Membres du Parlement

## Élections

### Élections dans les années 2010
| Parti         | Parti                | Candidat             | Voix   | %    | ±    |
| ------------- | -------------------- | -------------------- | ------ | ---- | ---- |
|               | Conservateur         | Rob Butler           | 32,737 | 54,0 | −1.0 |
|               | Travailliste         | Liz Hind             | 15,364 | 25,4 | −4.6 |
|               | Libéral Démocrate    | Steven Lambert       | 10,081 | 16,6 | +7.0 |
|               | Green                | Coral Simpson        | 2,394  | 4,0  | +1.8 |
| Majorité      | Majorité             | Majorité             | 17,373 | 28,6 | +3.6 |
| Participation | Participation        | Participation        | 60,576 | 69,9 | −1.3 |
|               | Conservateur retenir | Conservateur retenir | Swing  | +1.8 |      |

| Parti         | Parti                | Candidat             | Voix   | %     | ±     |
| ------------- | -------------------- | -------------------- | ------ | ----- | ----- |
|               | Conservateur         | David Lidington      | 32,313 | 55,0  | +4.3  |
|               | Travailliste         | Mark Bateman         | 17,617 | 30,0  | +14.8 |
|               | Libéral Démocrate    | Steven Lambert       | 5,660  | 9,6   | −1.0  |
|               | UKIP                 | Vijay Singh Srao     | 1,296  | 2,2   | −17.5 |
|               | Green                | Coral Simpson        | 1,237  | 2,1   | −1.7  |
|               | Indépendant          | Kyle Michael         | 620    | 1,1   | +1.1  |
| Majorité      | Majorité             | Majorité             | 14,696 | 25,0  | −6.0  |
| Participation | Participation        | Participation        | 58,743 | 71,4  | +2.4  |
|               | Conservateur retenir | Conservateur retenir | Swing  | −5.25 |       |

| Parti         | Parti                | Candidat             | Voix   | %    | ±     |
| ------------- | -------------------- | -------------------- | ------ | ---- | ----- |
|               | Conservateur         | David Lidington      | 28,083 | 50,7 | −1.5  |
|               | UKIP                 | Chris Adams          | 10,925 | 19,7 | +12.9 |
|               | Travailliste         | William Cass         | 8,391  | 15,1 | +2.5  |
|               | Libéral Démocrate    | Steven Lambert       | 5,885  | 10,6 | −17.8 |
|               | Green                | David Lyons          | 2,135  | 3,9  | +3.9  |
| Majorité      | Majorité             | Majorité             | 17,158 | 31,0 | +7.3  |
| Participation | Participation        | Participation        | 55,419 | 69,0 | +0.8  |
|               | Conservateur retenir | Conservateur retenir | Swing  | −7.2 |       |

| Parti         | Parti                | Candidat             | Voix   | %    | ±    |
| ------------- | -------------------- | -------------------- | ------ | ---- | ---- |
|               | Conservateur         | David Lidington      | 27,736 | 52,2 | +3.1 |
|               | Libéral Démocrate    | Steven Lambert       | 15,118 | 28,4 | +0.8 |
|               | Travailliste         | Kathryn White        | 6,695  | 12,6 | −5.9 |
|               | UKIP                 | Chris Adams          | 3,613  | 6,8  | +2.0 |
| Majorité      | Majorité             | Majorité             | 12,618 | 23,7 | +2.2 |
| Participation | Participation        | Participation        | 53,162 | 68,2 | +5.8 |
|               | Conservateur retenir | Conservateur retenir | Swing  | +2.1 |      |

Retour aux élections

### Élections dans les années 2000
| Parti         | Parti                | Candidat             | Voix   | %    | ±    |
| ------------- | -------------------- | -------------------- | ------ | ---- | ---- |
|               | Conservateur         | David Lidington      | 25,252 | 49,1 | +1.8 |
|               | Libéral Démocrate    | Peter Jones          | 14,187 | 27,6 | +0.7 |
|               | Travailliste         | Mohammed Khaliel     | 9,540  | 18,5 | −4.7 |
|               | UKIP                 | Chris Adams          | 2,479  | 4,8  | +2.3 |
| Majorité      | Majorité             | Majorité             | 11,066 | 21,5 | +1.1 |
| Participation | Participation        | Participation        | 51,458 | 62,4 | +1.0 |
|               | Conservateur retenir | Conservateur retenir | Swing  | +0.6 |      |

| Parti         | Parti                | Candidat             | Voix   | %    | ±     |
| ------------- | -------------------- | -------------------- | ------ | ---- | ----- |
|               | Conservateur         | David Lidington      | 23,230 | 47,3 | +3.1  |
|               | Libéral Démocrate    | Peter M. Jones       | 13,221 | 26,9 | −2.6  |
|               | Travailliste         | Keith M. White       | 11,388 | 23,2 | +1.0  |
|               | UKIP                 | Justin D. Harper     | 1,248  | 2,5  | N/A   |
| Majorité      | Majorité             | Majorité             | 10,009 | 20,4 | +5.8  |
| Participation | Participation        | Participation        | 49,087 | 61,4 | −11.4 |
|               | Conservateur retenir | Conservateur retenir | Swing  | +2.9 |       |

Retour aux élections

### Élections dans les années 1990
| Parti         | Parti                | Candidat             | Voix   | %    | ±     |
| ------------- | -------------------- | -------------------- | ------ | ---- | ----- |
|               | Conservateur         | David Lidington      | 25,426 | 44,2 | −13.2 |
|               | Libéral Démocrate    | Sharon Bowles        | 17,007 | 29,5 | +1.8  |
|               | Travailliste         | Robert Langridge     | 12,759 | 22,2 | +8.8  |
|               | Référendum           | Marc John            | 2,196  | 3,8  | N/A   |
|               | Natural Law          | Lawrence R. Sheaff   | 166    | 0,3  | +0.1  |
| Majorité      | Majorité             | Majorité             | 8,419  | 14,6 | −15.1 |
| Participation | Participation        | Participation        | 57,554 | 72,8 | −6.6  |
|               | Conservateur retenir | Conservateur retenir | Swing  | −7.5 |       |

| Parti         | Parti                | Candidat             | Voix   | %    | ±    |
| ------------- | -------------------- | -------------------- | ------ | ---- | ---- |
|               | Conservateur         | David Lidington      | 36,500 | 57,4 | −0.1 |
|               | Libéral Démocrate    | Sharon Bowles        | 17,640 | 27,7 | −0.9 |
|               | Travailliste         | Roger Priest         | 8,517  | 13,4 | −0.5 |
|               | Green                | Nigel A. Foster      | 702    | 1,1  | +1.1 |
|               | Natural Law          | Bruno H.M. D'Arcy    | 239    | 0,4  | +0.4 |
| Majorité      | Majorité             | Majorité             | 18,860 | 29,7 | +0.8 |
| Participation | Participation        | Participation        | 63,598 | 80,4 | +5.9 |
|               | Conservateur retenir | Conservateur retenir | Swing  | +0.4 |      |

Retour aux élections

### Élections dans les années 1980
| Parti         | Parti                | Candidat             | Voix   | %     | ±     |
| ------------- | -------------------- | -------------------- | ------ | ----- | ----- |
|               | Conservateur         | Timothy Raison       | 32,970 | 57,5  | −0.54 |
|               | Social Démocratique  | Michael Soole        | 16,412 | 28,6  | −0.77 |
|               | Travailliste         | Julie Larner         | 7,936  | 13,9  | +1.62 |
| Majorité      | Majorité             | Majorité             | 16,558 | 28,9  |       |
| Participation | Participation        | Participation        | 57,318 | 74,52 |       |
|               | Conservateur retenir | Conservateur retenir | Swing  | +0.12 |       |

| Parti         | Parti                | Candidat             | Voix   | %     | ± |
| ------------- | -------------------- | -------------------- | ------ | ----- | - |
|               | Conservateur         | Timothy Raison       | 30,230 | 58,06 | ' |
|               | Social Démocratique  | Michael Soole        | 15,310 | 29,40 |   |
|               | Travailliste         | M.P. Moran           | 6,364  | 12,22 |   |
|               | Indépendant          | T. Chapman           | 166    | 0,3   |   |
| Majorité      | Majorité             | Majorité             | 14,920 | 28,65 |   |
| Participation | Participation        | Participation        | 52,070 | 71,53 |   |
|               | Conservateur retenir | Conservateur retenir | Swing  |       |   |

Retour aux élections

### Élections dans les années 1970
| Parti         | Parti                | Candidat             | Voix   | %     | ± |
| ------------- | -------------------- | -------------------- | ------ | ----- | - |
|               | Conservateur         | Timothy Raison       | 33,953 | 58,25 | ' |
|               | Travailliste         | JG Power             | 14,091 | 24,17 |   |
|               | Liberal              | MJ Cook              | 10,248 | 17,58 |   |
| Majorité      | Majorité             | Majorité             | 19,862 | 34,07 |   |
| Participation | Participation        | Participation        |        | 77,99 |   |
|               | Conservateur retenir | Conservateur retenir | Swing  |       |   |

| Parti         | Parti                | Candidat             | Voix   | %     | ± |
| ------------- | -------------------- | -------------------- | ------ | ----- | - |
|               | Conservateur         | Timothy Raison       | 23,565 | 46,8  | ' |
|               | Travailliste         | Reginald Groves      | 14,592 | 29,0  |   |
|               | Liberal              | M.J. Cook            | 12,219 | 24,36 |   |
| Majorité      | Majorité             | Majorité             | 8,973  | 17,8  |   |
| Participation | Participation        | Participation        |        | 74,4  |   |
|               | Conservateur retenir | Conservateur retenir | Swing  |       |   |

| Parti         | Parti                | Candidat             | Voix   | %    | ±     |
| ------------- | -------------------- | -------------------- | ------ | ---- | ----- |
|               | Conservateur         | Timothy Raison       | 25,764 | 47,0 | −5.2  |
|               | Liberal              | M.J. Cook            | 14,581 | 26,6 | +14.6 |
|               | Travailliste         | Reginald Groves      | 14,463 | 26,4 | −8.9  |
| Majorité      | Majorité             | Majorité             | 11,183 | 20,4 |       |
| Participation | Participation        | Participation        |        | 91,2 |       |
|               | Conservateur retenir | Conservateur retenir | Swing  |      |       |

| Parti         | Parti                | Candidat             | Voix   | %    | ±    |
| ------------- | -------------------- | -------------------- | ------ | ---- | ---- |
|               | Conservateur         | Timothy Raison       | 31,084 | 53,3 | +8.4 |
|               | Travailliste         | James E. Mitchell    | 20,441 | 35,0 | −2.5 |
|               | Liberal              | Philip S. Kinsey     | 6,849  | 11,7 | −5.9 |
| Majorité      | Majorité             | Majorité             | 10,643 | 18,2 |      |
| Participation | Participation        | Participation        | 58,374 | 75,5 |      |
|               | Conservateur retenir | Conservateur retenir | Swing  | +5.5 |      |

Retour aux élections

### Élections dans les années 1960
| Parti         | Parti                | Candidat             | Voix   | %     | ± |
| ------------- | -------------------- | -------------------- | ------ | ----- | - |
|               | Conservateur         | Spencer Summers      | 23,673 | 44,9  | ' |
|               | Travailliste         | Peter Allison        | 19,766 | 37,5  |   |
|               | Liberal              | Timothy Joyce        | 9,272  | 17,6  |   |
| Majorité      | Majorité             | Majorité             | 3,907  | 7,41  |   |
| Participation | Participation        | Participation        | 52,711 | 79,90 |   |
|               | Conservateur retenir | Conservateur retenir | Swing  |       |   |

| Parti         | Parti                | Candidat             | Voix   | %     | ± |
| ------------- | -------------------- | -------------------- | ------ | ----- | - |
|               | Conservateur         | Spencer Summers      | 23,856 | 47,1  | ' |
|               | Travailliste         | Gordon Western       | 16,467 | 32,53 |   |
|               | Liberal              | Timothy Joyce        | 10,301 | 20,35 |   |
| Majorité      | Majorité             | Majorité             | 7,389  | 14,60 |   |
| Participation | Participation        | Participation        | 50,624 | 80,02 |   |
|               | Conservateur retenir | Conservateur retenir | Swing  |       |   |

Retour aux élections

### Élections dans les années 1950
| Parti         | Parti                | Candidat             | Voix   | %     | ± |
| ------------- | -------------------- | -------------------- | ------ | ----- | - |
|               | Conservateur         | Spencer Summers      | 22,504 | 51,20 | ' |
|               | Travailliste         | Hugh Gray            | 14,549 | 30,83 |   |
|               | Liberal              | Howard Levett Fry    | 7,897  | 17,97 |   |
| Majorité      | Majorité             | Majorité             | 8,955  | 20,38 |   |
| Participation | Participation        | Participation        | 43,950 | 81,25 |   |
|               | Conservateur retenir | Conservateur retenir | Swing  |       |   |

| Parti         | Parti                | Candidat             | Voix   | %     | ± |
| ------------- | -------------------- | -------------------- | ------ | ----- | - |
|               | Conservateur         | Spencer Summers      | 20,330 | 49,87 | ' |
|               | Travailliste         | Tony Harman          | 14,569 | 35,74 |   |
|               | Liberal              | Howard Levett Fry    | 5,869  | 14,40 |   |
| Majorité      | Majorité             | Majorité             | 5,761  | 14,13 |   |
| Participation | Participation        | Participation        | 40,768 | 81,80 |   |
|               | Conservateur retenir | Conservateur retenir | Swing  |       |   |

| Parti         | Parti                | Candidat             | Voix   | %     | ± |
| ------------- | -------------------- | -------------------- | ------ | ----- | - |
|               | Conservateur         | Spencer Summers      | 22,455 | 56,05 | ' |
|               | Travailliste         | Tony Harman          | 17,605 | 43,95 |   |
| Majorité      | Majorité             | Majorité             | 4,850  | 12,11 |   |
| Participation | Participation        | Participation        |        | 83,14 |   |
|               | Conservateur retenir | Conservateur retenir | Swing  |       |   |

| Parti         | Parti                | Candidat             | Voix   | %     | ± |
| ------------- | -------------------- | -------------------- | ------ | ----- | - |
|               | Conservateur         | Spencer Summers      | 17,623 | 44,69 | ' |
|               | Travailliste         | Tony Harman          | 14,262 | 36,17 |   |
|               | Liberal              | Guthrie Moir         | 7,547  | 19,14 |   |
| Majorité      | Majorité             | Majorité             | 3,361  | 8,52  |   |
| Participation | Participation        | Participation        |        | 83,43 |   |
|               | Conservateur retenir | Conservateur retenir | Swing  |       |   |

Retour aux élections

### Élections dans les années 1940
| Parti         | Parti                | Candidat             | Voix   | %     | ± |
| ------------- | -------------------- | -------------------- | ------ | ----- | - |
|               | Conservateur         | Stanley Reed         | 24,537 | 47,85 | ' |
|               | Travailliste         | Reginald Groves      | 16,445 | 32,07 |   |
|               | Liberal              | Guy Naylor           | 10,302 | 20,09 |   |
| Majorité      | Majorité             | Majorité             | 8,092  | 15,78 |   |
| Participation | Participation        | Participation        |        | 69,55 |   |
|               | Conservateur retenir | Conservateur retenir | Swing  |       |   |

Élection générale 1939/40:
Une autre élection générale devait avoir lieu avant la fin de 1940. Les partis politiques préparaient une élection à partir de 1939 et à la fin de cette année, les candidats suivants avaient été sélectionnés; 
- Conservateur: Stanley Reed
- Libéral: Atholl Robertson
- Travailliste: Reginald Groves

Retour aux élections

### Élections dans les années 1930
| Parti         | Parti                | Candidat             | Voix   | %    | ± |
| ------------- | -------------------- | -------------------- | ------ | ---- | - |
|               | Conservateur         | Stanley Reed         | 21,695 | 54,1 | ' |
|               | Liberal              | T. Atholl Robertson  | 10,751 | 26,8 |   |
|               | Travailliste         | Reginald Groves      | 7,666  | 19,1 |   |
| Majorité      | Majorité             | Majorité             | 10,994 | 27,3 |   |
| Participation | Participation        | Participation        |        | 63,1 |   |
|               | Conservateur retenir | Conservateur retenir | Swing  |      |   |

| Parti         | Parti                | Candidat             | Voix   | %     | ± |
| ------------- | -------------------- | -------------------- | ------ | ----- | - |
|               | Conservateur         | Michael Beaumont     | 24,728 | 57,42 | ' |
|               | Liberal              | Margaret Wintringham | 13,622 | 31,63 |   |
|               | Travailliste         | Eric W. Shearer      | 4,716  | 10,95 |   |
| Majorité      | Majorité             | Majorité             | 11,106 | 25,79 |   |
| Participation | Participation        | Participation        |        | 70,24 |   |
|               | Conservateur retenir | Conservateur retenir | Swing  |       |   |

| Parti         | Parti                | Candidat              | Voix   | %     | ± |
| ------------- | -------------------- | --------------------- | ------ | ----- | - |
|               | Conservateur         | Michael Beaumont      | 29,368 | 68,34 | ' |
|               | Liberal              | Cyril Berkeley Dallow | 8,927  | 20,77 |   |
|               | Travailliste         | Dorothy Woodman       | 4,677  | 10,88 |   |
| Majorité      | Majorité             | Majorité              | 20,441 | 47,57 |   |
| Participation | Participation        | Participation         |        | 75,61 |   |
|               | Conservateur retenir | Conservateur retenir  | Swing  |       |   |

Retour aux élections

### Élections dans les années 1920
| Parti         | Parti             | Candidat          | Voix   | %    | ±     |
| ------------- | ----------------- | ----------------- | ------ | ---- | ----- |
|               | Unioniste         | Michael Beaumont  | 20,478 | 48,1 | −7.9  |
|               | Liberal           | Thomas Keens      | 17,594 | 41,3 | +5.5  |
|               | Travailliste      | F G Temple        | 4,509  | 10,6 | +2.4  |
| Majorité      | Majorité          | Majorité          | 2,884  | 6,8  | −13.4 |
| Participation | Participation     | Participation     |        | 78,7 | −3.3  |
|               | Unioniste retenir | Unioniste retenir | Swing  | −6.7 |       |

| Parti         | Parti                           | Candidat                        | Voix   | %     | ±     |
| ------------- | ------------------------------- | ------------------------------- | ------ | ----- | ----- |
|               | Unioniste                       | Alan Hughes Burgoyne            | 18,132 | 56,0  | +8.4  |
|               | Liberal                         | Thomas Keens                    | 11,574 | 35,8  | −12.1 |
|               | Travailliste                    | Fred Watkins                    | 2,655  | 8,2   | +3.7  |
| Majorité      | Majorité                        | Majorité                        | 6,558  | 20,2  | n/a   |
| Participation | Participation                   | Participation                   |        | 82,0  | +7.3  |
|               | Unioniste vainqueur sur Liberal | Unioniste vainqueur sur Liberal | Swing  | +10.2 |       |

| Parti         | Parti                           | Candidat                        | Voix   | %    | ±    |
| ------------- | ------------------------------- | ------------------------------- | ------ | ---- | ---- |
|               | Liberal                         | Thomas Keens                    | 13,575 | 47,9 | +1.0 |
|               | Unioniste                       | Alan Hughes Burgoyne            | 13,504 | 47,6 | −3.5 |
|               | Travailliste                    | Fred Watkins                    | 1,275  | 4,5  | n/a  |
| Majorité      | Majorité                        | Majorité                        | 71     | 0,3  | n/a  |
| Participation | Participation                   | Participation                   |        | 74,7 | +3.3 |
|               | Liberal vainqueur sur Unioniste | Liberal vainqueur sur Unioniste | Swing  | +1.3 |      |

| Parti         | Parti             | Candidat             | Voix   | %    | ±   |
| ------------- | ----------------- | -------------------- | ------ | ---- | --- |
|               | Unioniste         | Lionel de Rothschild | 13,406 | 51,1 | n/a |
|               | Liberal           | Thomas Keens         | 12,835 | 48,9 | n/a |
| Majorité      | Majorité          | Majorité             | 571    | 2,2  | n/a |
| Participation | Participation     | Participation        |        | 71,4 | n/a |
|               | Unioniste retenir | Unioniste retenir    | Swing  | n/a  |     |

Retour aux élections

### Élections dans les années 1910
| Parti                                                 | Parti          | Candidat             | Voix            | %               | ±               |
| ----------------------------------------------------- | -------------- | -------------------- | --------------- | --------------- | --------------- |
| C                                                     | Unioniste      | Lionel de Rothschild | Sans opposition | Sans opposition | Sans opposition |
|                                                       | Unioniste hold |                      |                 |                 |                 |
| C candidat approuvé par le gouvernement de coalition. |                |                      |                 |                 |                 |

| Parti | Parti                  | Candidat             | Voix            | %               | ±               |
| ----- | ---------------------- | -------------------- | --------------- | --------------- | --------------- |
|       | Libéral Unioniste      | Lionel de Rothschild | Sans opposition | Sans opposition | Sans opposition |
|       | Libéral Unioniste hold |                      |                 |                 |                 |

| Parti              | Parti                     | Candidat                  | Voix   | %    | ±    |
| ------------------ | ------------------------- | ------------------------- | ------ | ---- | ---- |
|                    | Libéral Unioniste         | Lionel de Rothschild      | 6,037  | 56,9 | +0.9 |
|                    | Liberal                   | A.R.W. Atkins             | 4,574  | 43,1 | −0.9 |
| Majorité           | Majorité                  | Majorité                  | 1,463  | 13,8 | +1.8 |
| Participation      | Participation             | Participation             | 10,611 | 86,8 | −0.1 |
| Registre électeurs | Registre électeurs        | Registre électeurs        | 12,218 |      |      |
|                    | Libéral Unioniste retenir | Libéral Unioniste retenir | Swing  | +0.9 |      |

Retour aux élections

### Élections dans les années 1900
| Parti              | Parti                     | Candidat                  | Voix   | %    | ±   |
| ------------------ | ------------------------- | ------------------------- | ------ | ---- | --- |
|                    | Libéral Unioniste         | Walter Rothschild         | 5,675  | 56,0 | N/A |
|                    | Liberal                   | Silas Hocking             | 4,463  | 44,0 | N/A |
| Majorité           | Majorité                  | Majorité                  | 1,212  | 12,0 | N/A |
| Participation      | Participation             | Participation             | 10,138 | 86,9 | N/A |
| Registre électeurs | Registre électeurs        | Registre électeurs        | 11,661 |      |     |
|                    | Libéral Unioniste retenir | Libéral Unioniste retenir | Swing  | N/A  |     |

| Parti | Parti                  | Candidat          | Voix            | %               | ±               |
| ----- | ---------------------- | ----------------- | --------------- | --------------- | --------------- |
|       | Libéral Unioniste      | Walter Rothschild | Sans opposition | Sans opposition | Sans opposition |
|       | Libéral Unioniste hold |                   |                 |                 |                 |

Retour aux élections

### Élections dans les années 1890
| Parti | Parti                  | Candidat          | Voix            | %               | ±               |
| ----- | ---------------------- | ----------------- | --------------- | --------------- | --------------- |
|       | Libéral Unioniste      | Walter Rothschild | Sans opposition | Sans opposition | Sans opposition |
|       | Libéral Unioniste hold |                   |                 |                 |                 |

| Parti | Parti                  | Candidat                | Voix            | %               | ±               |
| ----- | ---------------------- | ----------------------- | --------------- | --------------- | --------------- |
|       | Libéral Unioniste      | Ferdinand de Rothschild | Sans opposition | Sans opposition | Sans opposition |
|       | Libéral Unioniste hold |                         |                 |                 |                 |

| Parti              | Parti                     | Candidat                  | Voix   | %    | ±     |
| ------------------ | ------------------------- | ------------------------- | ------ | ---- | ----- |
|                    | Libéral Unioniste         | Ferdinand de Rothschild   | 5,515  | 64,8 | −9.0  |
|                    | Liberal                   | T.H. Dolbey               | 2,992  | 35,2 | +9.0  |
| Majorité           | Majorité                  | Majorité                  | 2,523  | 29,6 | −18.0 |
| Participation      | Participation             | Participation             | 8,507  | 77,8 | +17.0 |
| Registre électeurs | Registre électeurs        | Registre électeurs        | 10,928 |      |       |
|                    | Libéral Unioniste retenir | Libéral Unioniste retenir | Swing  | −9.0 |       |

Retour aux élections

### Élections dans les années 1880
| Parti              | Parti                                   | Candidat                                | Voix   | %     | ±     |
| ------------------ | --------------------------------------- | --------------------------------------- | ------ | ----- | ----- |
|                    | Libéral Unioniste                       | Ferdinand de Rothschild                 | 4,723  | 73,8  | +42.5 |
|                    | Liberal                                 | Charles Durant Hodgson                  | 1,680  | 26,2  | −39.0 |
| Majorité           | Majorité                                | Majorité                                | 3,043  | 47,6  | N/A   |
| Participation      | Participation                           | Participation                           | 6,403  | 60,8  | −18.9 |
| Registre électeurs | Registre électeurs                      | Registre électeurs                      | 10,535 |       |       |
|                    | Libéral Unioniste vainqueur sur Liberal | Libéral Unioniste vainqueur sur Liberal | Swing  | +40.8 |       |

| Parti              | Parti               | Candidat                | Voix   | %    | ±           |
| ------------------ | ------------------- | ----------------------- | ------ | ---- | ----------- |
|                    | Liberal             | Ferdinand de Rothschild | 5,476  | 65,2 | −7.5        |
|                    | Conservateur        | Frederick Charsley      | 2,624  | 31,3 | +4.0        |
|                    | Libéral indépendant | Charles James Clarke    | 296    | 3,5  | N/A         |
| Majorité           | Majorité            | Majorité                | 2,852  | 33,9 | +26.5       |
| Participation      | Participation       | Participation           | 8,396  | 79,7 | +14.1 (est) |
| Registre électeurs | Registre électeurs  | Registre électeurs      | 10,535 |      |             |
|                    | Liberal retenir     | Liberal retenir         | Swing  | −5.8 |             |

| Parti              | Parti              | Candidat                | Voix  | %     | ±           |
| ------------------ | ------------------ | ----------------------- | ----- | ----- | ----------- |
|                    | Liberal            | Ferdinand de Rothschild | 2,353 | 62,4  | −10.3       |
|                    | Conservateur       | William Graham          | 1,416 | 37,6  | +10.3       |
| Majorité           | Majorité           | Majorité                | 937   | 24,9  | +17.5       |
| Participation      | Participation      | Participation           | 3,769 | 84,3  | +18.7 (est) |
| Registre électeurs | Registre électeurs | Registre électeurs      | 4,473 |       |             |
|                    | Liberal retenir    | Liberal retenir         | Swing | −10.3 |             |

- Causé par l'élévation de Rothschild à la pairie, devenant Lord Rothschild.

| Parti              | Parti                              | Candidat                           | Voix        | %          | ±    |
| ------------------ | ---------------------------------- | ---------------------------------- | ----------- | ---------- | ---- |
|                    | Liberal                            | Nathan Rothschild                  | 2,111       | 38,1       | −0.8 |
|                    | Liberal                            | George W. E. Russell               | 1,919       | 34,6       | +9.3 |
|                    | Conservateur                       | Samuel George Smith                | 1,511       | 27,3       | −8.6 |
| Majorité           | Majorité                           | Majorité                           | 408         | 7,4        | +4.4 |
| Participation      | Participation                      | Participation                      | 2,771 (est) | 65,6 (est) | +9.9 |
| Registre électeurs | Registre électeurs                 | Registre électeurs                 | 4,228       |            |      |
|                    | Liberal retenir                    | Liberal retenir                    | Swing       | +3.5       |      |
|                    | Liberal vainqueur sur Conservateur | Liberal vainqueur sur Conservateur | Swing       | +6.8       |      |

Retour aux élections

### Élections dans les années 1870
| Parti              | Parti                | Candidat             | Voix        | %          | ±    |
| ------------------ | -------------------- | -------------------- | ----------- | ---------- | ---- |
|                    | Liberal              | Nathan Rothschild    | 1,761       | 38,9       | −3.5 |
|                    | Conservateur         | Samuel George Smith  | 1,624       | 35,9       | +0.8 |
|                    | Lib-Lab              | George Howell        | 1,144       | 25,3       | +2.8 |
| Participation      | Participation        | Participation        | 2,265 (est) | 55,7 (est) | −2.4 |
| Registre électeurs | Registre électeurs   | Registre électeurs   | 4,064       |            |      |
| Majorité           | Majorité             | Majorité             | 137         | 3,0        | −4.3 |
|                    | Liberal retenir      | Liberal retenir      | Swing       | −2.5       |      |
| Majorité           | Majorité             | Majorité             | 480         | 10,6       | −2.0 |
|                    | Conservateur retenir | Conservateur retenir | Swing       | −0.3       |      |

Retour aux élections

### Élections dans les années 1860
| Parti              | Parti                | Candidat             | Voix        | %          | ±   |
| ------------------ | -------------------- | -------------------- | ----------- | ---------- | --- |
|                    | Liberal              | Nathan Rothschild    | 1,772       | 42,4       | N/A |
|                    | Conservateur         | Samuel George Smith  | 1,468       | 35,1       | N/A |
|                    | Lib-Lab              | George Howell        | 942         | 22,5       | N/A |
| Participation      | Participation        | Participation        | 2,091 (est) | 58,1 (est) | N/A |
| Registre électeurs | Registre électeurs   | Registre électeurs   | 3,602       |            |     |
| Majorité           | Majorité             | Majorité             | 304         | 7,3        | N/A |
|                    | Liberal retenir      | Liberal retenir      | Swing       | N/A        |     |
| Majorité           | Majorité             | Majorité             | 526         | 12,6       | N/A |
|                    | Conservateur retenir | Conservateur retenir | Swing       | N/A        |     |

| Parti              | Parti                             | Candidat            | Voix            | %               | ±               |
| ------------------ | --------------------------------- | ------------------- | --------------- | --------------- | --------------- |
|                    | Liberal                           | Nathan Rothschild   | Sans opposition | Sans opposition | Sans opposition |
|                    | Conservateur                      | Samuel George Smith | Sans opposition | Sans opposition | Sans opposition |
| Registre électeurs | Registre électeurs                | Registre électeurs  | 1,225           |                 |                 |
|                    | Liberal Vainqueur de Conservateur |                     |                 |                 |                 |
|                    | Conservateur hold                 |                     |                 |                 |                 |

Retour aux élections

### Élections dans les années 1850
| Parti              | Parti                              | Candidat                           | Voix        | %          | ±     |
| ------------------ | ---------------------------------- | ---------------------------------- | ----------- | ---------- | ----- |
|                    | Conservateur                       | Thomas Bernard                     | 552         | 34,0       | +15.6 |
|                    | Conservateur                       | Samuel George Smith                | 535         | 33,0       | +14.6 |
|                    | Liberal                            | Thomas Wentworth                   | 534         | 33,0       | −30.2 |
| Majorité           | Majorité                           | Majorité                           | 1           | 0,0        | −3.0  |
| Participation      | Participation                      | Participation                      | 1,079 (est) | 82,7 (est) | +24.0 |
| Registre électeurs | Registre électeurs                 | Registre électeurs                 | 1,304       |            |       |
|                    | Conservateur retenir               | Conservateur retenir               | Swing       | +15.4      |       |
|                    | Conservateur vainqueur sur Liberal | Conservateur vainqueur sur Liberal | Swing       | +14.9      |       |

- Selon le décompte initial, Smith et Wentworth ont reçu 535 voix, ce qui signifie que trois MPs ont été élus. Cependant, après examen, Wentworth perdit un vote et fut déclaré indûment élu le 2 août 1859[31].

| Parti              | Parti                              | Candidat                           | Voix      | %          | ±     |
| ------------------ | ---------------------------------- | ---------------------------------- | --------- | ---------- | ----- |
|                    | Conservateur                       | Thomas Bernard                     | 546       | 36,7       | −8.1  |
|                    | Whig                               | Richard Bethell                    | 501       | 33,7       | +7.0  |
|                    | Radical                            | Austen Henry Layard                | 439       | 29,5       | +1.1  |
| Participation      | Participation                      | Participation                      | 743 (est) | 58,7 (est) | −10.6 |
| Registre électeurs | Registre électeurs                 | Registre électeurs                 | 1,266     |            |       |
| Majorité           | Majorité                           | Majorité                           | 45        | 3,0        | N/A   |
|                    | Conservateur vainqueur sur Radical | Conservateur vainqueur sur Radical | Swing     | −2.6       |       |
| Majorité           | Majorité                           | Majorité                           | 62        | 4,2        | +0.2  |
|                    | Whig retenir                       | Whig retenir                       | Swing     | +5.5       |       |

| Parti | Parti     | Candidat        | Voix            | %               | ±               |
| ----- | --------- | --------------- | --------------- | --------------- | --------------- |
|       | Whig      | Richard Bethell | Sans opposition | Sans opposition | Sans opposition |
|       | Whig hold |                 |                 |                 |                 |

- Causée par la nomination de Bethell au poste de Procureur général de l'Angleterre et du pays de Galles

| Parti | Parti     | Candidat        | Voix            | %               | ±               |
| ----- | --------- | --------------- | --------------- | --------------- | --------------- |
|       | Whig      | Richard Bethell | Sans opposition | Sans opposition | Sans opposition |
|       | Whig hold |                 |                 |                 |                 |

- Causé par la nomination de Bethell au poste de Solliciteur général pour l'Angleterre et le pays de Galles

| Parti              | Parti                              | Candidat                           | Voix      | %          | ±     |
| ------------------ | ---------------------------------- | ---------------------------------- | --------- | ---------- | ----- |
|                    | Radical                            | Austen Henry Layard                | 558       | 28,4       | N/A   |
|                    | Whig                               | Richard Bethell                    | 525       | 26,7       | −6.8  |
|                    | Conservateur                       | Augustus Frederick Bayford         | 447       | 22,7       | −14.4 |
|                    | Conservateur                       | John Temple West                   | 435       | 22,1       | −7.4  |
| Participation      | Participation                      | Participation                      | 983 (est) | 69,3 (est) | +8.1  |
| Registre électeurs | Registre électeurs                 | Registre électeurs                 | 1,417     |            |       |
| Majorité           | Majorité                           | Majorité                           | 33        | 1,7        | N/A   |
|                    | Radical vainqueur sur Conservateur | Radical vainqueur sur Conservateur | Swing     | +2.1       |       |
| Majorité           | Majorité                           | Majorité                           | 78        | 4,0        | —     |
|                    | Whig retenir                       | Whig retenir                       | Swing     |            |       |

| Parti              | Parti              | Candidat           | Voix  | %     | ±     |
| ------------------ | ------------------ | ------------------ | ----- | ----- | ----- |
|                    | Whig               | Richard Bethell    | 544   | 51,2  | +17.7 |
|                    | Conservateur       | William Ferrand    | 518   | 48,8  | −17.8 |
| Majorité           | Majorité           | Majorité           | 26    | 2,4   | −1.6  |
| Participation      | Participation      | Participation      | 1,062 | 70,2  | +9.0  |
| Registre électeurs | Registre électeurs | Registre électeurs | 1,512 |       |       |
|                    | Whig retenir       | Whig retenir       | Swing | +17.8 |       |

- Causée par l'élection partielle de 1850 déclarée nulle par une pétition en raison de traitements et de corruption[34].

| Parti              | Parti              | Candidat           | Voix  | %    | ±     |
| ------------------ | ------------------ | ------------------ | ----- | ---- | ----- |
|                    | Whig               | Frederick Calvert  | 499   | 77,2 | N/A   |
|                    | Whig               | John Houghton      | 147   | 22,8 | N/A   |
| Majorité           | Majorité           | Majorité           | 352   | 54,5 | +51.5 |
| Participation      | Participation      | Participation      | 646   | 42,7 | −18.5 |
| Registre électeurs | Registre électeurs | Registre électeurs | 1,512 |      |       |
|                    | Whig retenir       | Whig retenir       | Swing | N/A  |       |

- Causée par la mort de Nugent-Grenville. Houghton a pris sa retraite avant le scrutin[36].

Back to Elections

### Élections dans les années 1840
| Parti              | Parti                | Candidat             | Voix  | %    | ±     |
| ------------------ | -------------------- | -------------------- | ----- | ---- | ----- |
|                    | Conservateur         | Quintin Dick         | 614   | 64,0 | −2.6  |
|                    | Whig                 | John Houghton        | 345   | 36,0 | +2.5  |
| Majorité           | Majorité             | Majorité             | 269   | 28,1 | +24.5 |
| Participation      | Participation        | Participation        | 959   | 63,4 | +2.2  |
| Registre électeurs | Registre électeurs   | Registre électeurs   | 1,513 |      |       |
|                    | Conservateur retenir | Conservateur retenir | Swing | −2.6 |       |

- Causée par l'élection de Deering déclarée nulle par une pétition en raison du traitement de ses agents[37].

| Parti              | Parti                           | Candidat                        | Voix      | %          | ±   |
| ------------------ | ------------------------------- | ------------------------------- | --------- | ---------- | --- |
|                    | Conservateur                    | John Peter Deering              | 687       | 37,1       | N/A |
|                    | Whig                            | George Nugent-Grenville         | 620       | 33,5       | N/A |
|                    | Conservateur                    | Rice Richard Clayton            | 546       | 29,5       | N/A |
| Participation      | Participation                   | Participation                   | 927 (est) | 61,2 (est) | N/A |
| Registre électeurs | Registre électeurs              | Registre électeurs              | 1,513     |            |     |
| Majorité           | Majorité                        | Majorité                        | 67        | 3,6        | N/A |
|                    | Conservateur retenir            | Conservateur retenir            | Swing     | N/A        |     |
| Majorité           | Majorité                        | Majorité                        | 74        | 4,0        | N/A |
|                    | Whig vainqueur sur Conservateur | Whig vainqueur sur Conservateur | Swing     | N/A        |     |

| Parti              | Parti              | Candidat                 | Voix            | %               | ±               |
| ------------------ | ------------------ | ------------------------ | --------------- | --------------- | --------------- |
|                    | Conservateur       | Charles Baillie-Hamilton | Sans opposition | Sans opposition | Sans opposition |
|                    | Conservateur       | Rice Richard Clayton     | Sans opposition | Sans opposition | Sans opposition |
| Registre électeurs | Registre électeurs | Registre électeurs       | 1,624           |                 |                 |
|                    | Conservateur hold  |                          |                 |                 |                 |
|                    | Conservateur hold  |                          |                 |                 |                 |

Retour au début

### Élections dans les années 1830
| Parti              | Parti                | Candidat                 | Voix  | %     | ±     |
| ------------------ | -------------------- | ------------------------ | ----- | ----- | ----- |
|                    | Conservateur         | Charles Baillie-Hamilton | 620   | 89,2  | +15.4 |
|                    | Radical              | John Ingram Lockhart     | 72    | 10,4  | N/A   |
|                    | Whig                 | George Nugent-Grenville  | 3     | 0,4   | −25.8 |
| Majorité           | Majorité             | Majorité                 | 548   | 78,8  | +73.1 |
| Participation      | Participation        | Participation            | 695   | 49,1  | −34.9 |
| Registre électeurs | Registre électeurs   | Registre électeurs       | 1,416 |       |       |
|                    | Conservateur retenir | Conservateur retenir     | Swing | +20.6 |       |

- Causé par la mort de Praed

| Parti              | Parti                | Candidat                 | Voix  | %    | ±     |
| ------------------ | -------------------- | ------------------------ | ----- | ---- | ----- |
|                    | Conservateur         | William Rickford         | 865   | 41,9 | +3.4  |
|                    | Conservateur         | Winthrop Mackworth Praed | 657   | 31,9 | +5.5  |
|                    | Whig                 | George Nugent-Grenville  | 540   | 26,2 | +14.1 |
| Majorité           | Majorité             | Majorité                 | 117   | 5,7  | +2.2  |
| Participation      | Participation        | Participation            | 1,188 | 84,0 | +5.6  |
| Registre électeurs | Registre électeurs   | Registre électeurs       | 1,414 |      |       |
|                    | Conservateur retenir | Conservateur retenir     | Swing | −1.8 |       |
|                    | Conservateur retenir | Conservateur retenir     | Swing | −0.8 |       |

| Parti              | Parti                | Candidat             | Voix  | %    | ±    |
| ------------------ | -------------------- | -------------------- | ----- | ---- | ---- |
|                    | Conservateur         | William Rickford     | 855   | 38,5 | −7.6 |
|                    | Conservateur         | Henry Hanmer         | 586   | 26,4 | −1.7 |
|                    | Radical              | Thomas Hobhouse      | 508   | 22,9 | −2.9 |
|                    | Whig                 | John Lee             | 269   | 12,1 | N/A  |
| Majorité           | Majorité             | Majorité             | 78    | 3,5  | +1.1 |
| Participation      | Participation        | Participation        | 1,210 | 78,4 | +1.7 |
| Registre électeurs | Registre électeurs   | Registre électeurs   | 1,544 |      |      |
|                    | Conservateur retenir | Conservateur retenir | Swing | −3.1 |      |
|                    | Conservateur retenir | Conservateur retenir | Swing | −0.1 |      |

| Parti              | Parti                   | Candidat                | Voix  | %    | ±     |
| ------------------ | ----------------------- | ----------------------- | ----- | ---- | ----- |
|                    | Tory                    | William Rickford        | 1,076 | 46,1 | −0.7  |
|                    | Tory                    | Henry Hanmer            | 657   | 28,1 | +3.9  |
|                    | Radical                 | Thomas Hobhouse         | 602   | 25,8 | N/A   |
| Majorité           | Majorité                | Majorité                | 55    | 2,4  | −15.6 |
| Participation      | Participation           | Participation           | 1,268 | 76,7 |       |
| Registre électeurs | Registre électeurs      | Registre électeurs      | 1,654 |      |       |
|                    | Tory retenir            | Tory retenir            | Swing | N/A  |       |
|                    | Tory vainqueur sur Whig | Tory vainqueur sur Whig | Swing | N/A  |       |

| Parti         | Parti         | Candidat                | Voix  | %    | ±   |
| ------------- | ------------- | ----------------------- | ----- | ---- | --- |
|               | Tory          | William Rickford        | 986   | 46,8 | N/A |
|               | Whig          | George Nugent-Grenville | 606   | 28,8 | N/A |
|               | Tory          | Thomas FitzMaurice      | 509   | 24,2 | N/A |
| Participation | Participation | Participation           | 1,150 |      | N/A |
| Majorité      | Majorité      | Majorité                | 380   | 18,0 | N/A |
|               | Tory retenir  | Tory retenir            | Swing | N/A  |     |
| Majorité      | Majorité      | Majorité                | 97    | 4,6  | N/A |
|               | Whig retenir  | Whig retenir            | Swing | N/A  |     |

| Parti | Parti     | Candidat                | Voix            | %               | ±               |
| ----- | --------- | ----------------------- | --------------- | --------------- | --------------- |
|       | Whig      | George Nugent-Grenville | Sans opposition | Sans opposition | Sans opposition |
|       | Whig hold |                         |                 |                 |                 |

- Causé par la nomination de Nugent-Grenville au poste de Lords Commissaires du Trésor

| Parti | Parti     | Candidat                | Voix            | %               | ±               |
| ----- | --------- | ----------------------- | --------------- | --------------- | --------------- |
|       | Tory      | William Rickford        | Sans opposition | Sans opposition | Sans opposition |
|       | Whig      | George Nugent-Grenville | Sans opposition | Sans opposition | Sans opposition |
|       | Tory hold |                         |                 |                 |                 |
|       | Whig hold |                         |                 |                 |                 |

Retour au début

## Sources
- The Times House of Commons 1929, 1931, 1935, Politico's (reprint), 2003, 499 p. (ISBN 1-84275-033-X)
- The Times House of Commons 1945, 1945
- The Times House of Commons 1950, 1950
- The Times House of Commons 1955, 1955
- British Parliamentary Election Results 1885–1918, compiled and edited by F.W.S. Craig (Macmillan Press 1974)
- British Parliamentary Election Results 1918–1949, compiled and edited by F.W.S. Craig (Macmillan Press, revised edition 1977)